# زمین‌لرزه ۱۷۹۷ ریوبامبا
زمین‌لرزه ۱۹۷۹ ریوبامبا زمین‌لرزه‌ای بود که در ۱۲:۳۰ به ساعت هماهنگ جهانی در ۴ فوریه ۱۹۷۹ رخ‌داد. طی این زمین‌لرزه شهر ریوبامبا و بسیاری از شهرهای دیگر در رشته‌کوه آند ویران‌شدند. این زمین‌لرزه ۴۰٬۰۰۰ تلفات‌داشت. تخمین زده می‌شود که شدت لرزه‌ای در رومرکز حداقل ۵ مرکالی و ۸٫۳ ریشتر بوده‌است. این زمین‌لرزه، قدرتمندترین زمین‌لرزه در تاریخ کشور اکوادور بوده‌است. این زمین‌لرزه توسط الکساندر فون هومبولت، هنگامی که در سال ۱۸۰۲ به این منطقه سفر کرد، مورد مطالعه قرار گرفت.